# Paraalumohidrocalcita
La paraalumohidrocalcita és un mineral de la classe dels carbonats. Rep el seu nom per la seva relació amb l'alumohidrocalcita.

## Característiques
La paraalumohidrocalcita és un carbonat de fórmula química CaAl₂(CO₃)₂(OH)₄·6H₂O.
Segons la classificació de Nickel-Strunz, la paraalumohidrocalcita pertany a «05.D - Carbonats amb anions addicionals, amb H₂O, amb cations grans i de mida mitjana» juntament amb els següents minerals: alumohidrocalcita, nasledovita, dresserita, dundasita, montroyalita, estronciodresserita, petterdita, kochsandorita, hidrodresserita, schuilingita-(Nd), sergeevita i szymanskiïta.

## Formació i jaciments
Aquesta espècie va ser descrita gràcies a mostres obtingudes de dos jaciments: el dipòsit de Vodinskoe, a l'óblast de Samara (Rússia), i la mina número 3 de la conca del riu Gaurdak, a Chardzhou, a la província de Lebap (Turkmenistan). També ha estat descrita a Anglaterra, Romania i Alemanya.